# Cheshmeh Rīj
Cheshmeh Rīj (persiska: چشمه ریج, Cheshmeh Rīch) är en ort i Iran.   Den ligger i provinsen Khorasan, i den östra delen av landet, 800 km öster om huvudstaden Teheran. Cheshmeh Rīj ligger 1 783 meter över havet och antalet invånare är 104.
Terrängen runt Cheshmeh Rīj är platt åt sydväst, men åt nordost är den kuperad.Runt Cheshmeh Rīj är det glesbefolkat, med 12 invånare per kvadratkilometer. Närmaste större samhälle är Esfezār, 9,3 km öster om Cheshmeh Rīj. Trakten runt Cheshmeh Rīj är ofruktbar med lite eller ingen växtlighet.